# Carrillo (cràter)
Carrillo és un petit cràter d'impacte, localitzat prop del limb oriental de la Lluna. En aquesta ubicació el cràter està subjecte a l'efecte de la libració lunar, i presenta un aspecte molt ovalat a causa de la perspectiva. El brocal d'aquest cràter és aproximadament circular, amb una paret interior que és més ampla en el costat occidental que a l'est. Està localitzat en la vora occidental del Mare Smythii.

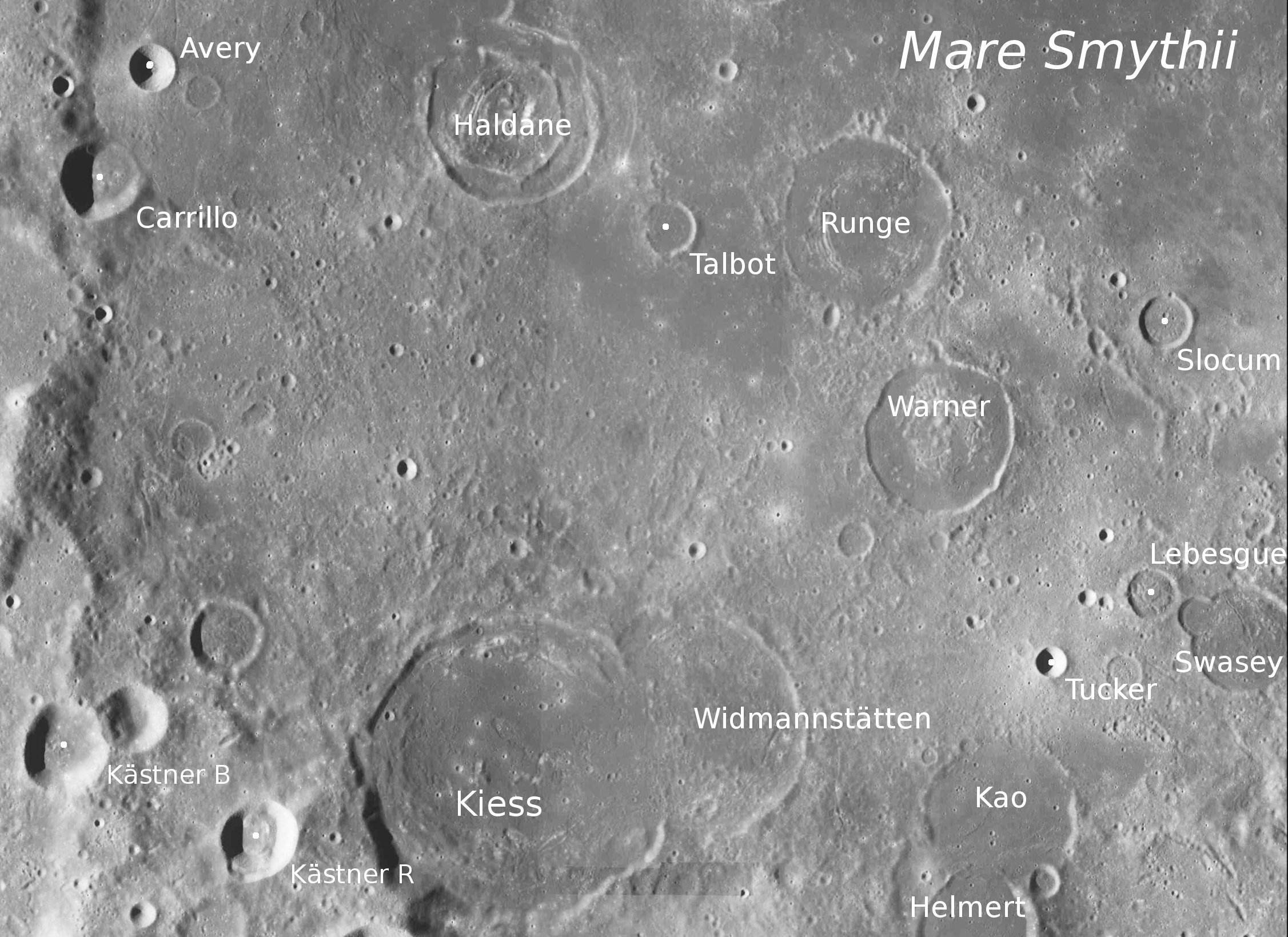
Cràter Carrillo (situat en la part superior esquerra de la imatge)

El cràter deu el seu nom a l'enginyer geotècnic mexicà Nabor Carrillo Flores (1911-1967).